# Podul feroviar de la Lixhe
Podul feroviar de la Lixhe este un pod feroviar pe grinzi cu zăbrele cu calea jos de pe linia 24 de marfă (Tongeren–Aachen). Podul traversează canalul Albert la km 11+690, la sud de satul Lixhe, un sector al orașului belgian Visé. La doar câteva sute de metri mai departe în sensul creșterii kilometrajului, linia 24 traversează râul Meuse pe viaductul numit Pont des Allemands.

## Istoric

### Primul pod peste canal

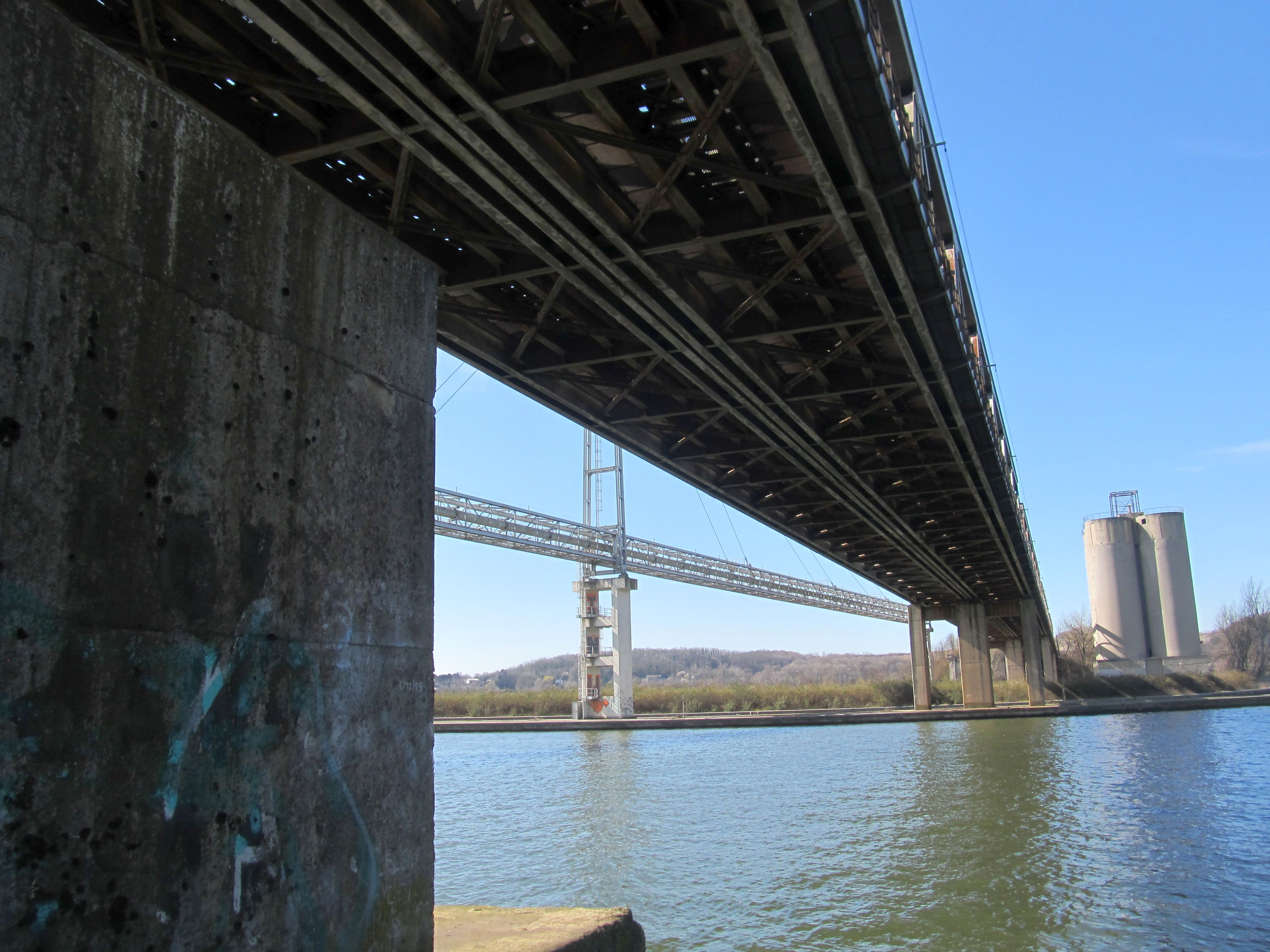
Tablierul și pilele podului actual văzute de pe malul drept.

După invadarea Belgiei în timpul Primului Război Mondial, armata germană a decis construirea rapidă a unei căi ferate care să lege Germania și portul Anvers pe traseul cel mai scurt și direct, via Aachen–Gemmenich–Visé–Tongeren. Această linie avea drept scop facilitarea transportului de trupe și armament, dar mai ales a celui de mărfuri, în special cărbune din bazinul Ruhr. În zona localității Visé, linia urma să traverseze canalul Maastricht (Albert) pe un pod metalic de tip grinzi cu zăbrele.
Ordinul de realizare a căii ferate Aachen–Tongeren a fost dat de locotenent-colonelul Wilhelm Groener pe 18 decembrie 1914, linia urmând să fie dublă și să permită în viitor cvadruplarea. Execuția liniei a fost încredințată companiei de geniu E.B.K.–Eisenbahn-Baukompanien (în română Compania Construcții Căi Ferate), care a mobilizat în acest scop peste 12.000 de muncitori, majoritatea germani (circa 66%), belgieni și aproximativ 1.000 de prizonieri ruși, dar și italieni, croați sau maghiari. Proiectul liniei a fost definitivat în ianuarie 1915.
Conducerea militară de șantier a trimis industriei de profil germane cereri de oferte și solicitări de proiecte pentru traversarea canalului, în final fiind reținută cea a firmei MAN Werk Gustavsburg din Mainz-Gustavsburg, care propunea un pod cu grinzi suple cu zăbrele cu calea sus. Firma germană a finalizat proiectul podului în decembrie 1915, iar execuția a fost încredințată diviziei Dortmunder Union a companiei Deutsch-Luxemburgische Bergwerks- und Hütten-A.G.
Proiectul era similar cu cel al podului Pont des Allemands: o secțiune în consolă cu trei deschideri peste albia minoră și un viaduct peste zona inundabilă de pe malul vestic al canalului, cu trei deschideri. Tablierul era însă perfect orizontal, spre deosebire de cel al Pont des Allemands, care avea o înclinare de 0,25%. Tot spre deosebire de Pont des Allemands, deși culeele erau construite din start pentru a permite o extindere viitoare la patru linii de cale ferată, pilele au fost dimensionate pentru doar două linii.
Pilele de beton ale podului au fost executate de compania germană Sager & Woerner din München, între 21 august 1915 și 13 mai 1916. Între 18 martie și 1 septembrie 1916, divizia Dortmunder Union a montat grinzile metalice cu ajutorul un schele. Podul peste canalul Maastricht a fost finalizat în decembrie 1916, iar pe 18 februarie 1917 a fost traversat de primul tren.
Podul avea o lungime totală de 260,80 m (300 m, după alte surse) și era împărțit în două secțiuni: o grindă cu zăbrele cu articulații de tip Gerber, alcătuită din trei arce cu deschiderile de 44,95 + 62,30 + 44,50 m, și o secțiune de viaduct pe grinzi cu zăbrele simplu rezemate, cu trei deschideri de 36,50 m fiecare. Grinda Gerber se sprijină prin articulații pe cele două secțiuni marginale, pe principiul consolelor, având la mijloc o secțiune „flotantă” cu lungimea de 53,40 m. Numele acestei metode de construcție provine de la inginerul Heinrich Gerber de la firma MAN Werk Gustavsburg, proiectantul podului. Deschiderea cea mai lungă a secțiunii în consolă, cea de 62,30 m, era amplasată peste albia canalului Maastricht.
Înălțimea medie a podului la nivelul șinelor era de circa 20 m deasupra terenului văii, respectiv 72 m deasupra nivelului mării. Grinzile viaductului cu trei deschideri aveau înălțimea de 5,00 m (6,50 împreună cu tablierul), iar ale secțiunii în consolă aveau înălțimea de 8,00 m (9,50 împreună cu tablierul). Lățimea totală a tablierului, care includea și două trotuare de 1,40 m fiecare, era de 8,10 m.
În 1930 au început lucrările de modernizare a canalului Maastricht, care au durat până în 1939, iar acesta a fost redenumit canalul Albert, în onoarea regelui Albert I. Nivelul planului de apă trebuia ridicat cu 7,25 m, iar cuneta canalului substanțial lărgită. Deoarece la 10 metri de malul stâng al fostului canal funcționau fabrici de ciment, s-a luat decizia lărgirii acestuia către malul drept (spre Visé), urmând ca apa să curgă pe sub deschiderile de 62,30 și 44,50, iar pila care le separa să rămână pe șenalul navigabil. Pe malul stâng a fost construit un dig pentru a proteja fabricile de ciment și celelalte construcții în urma ridicării planului de apă.
Podul de la Lixhe a fost aruncat în aer de germani în timpul retragerii lor din Belgia în Al Doilea Război Mondial și a fost reconstruit în 1946 de către Société des pieux Franki din Liège, grinzile metalice fiind uzinate la Ougrée-Marihaye S.A. din același oraș.

### Noul pod

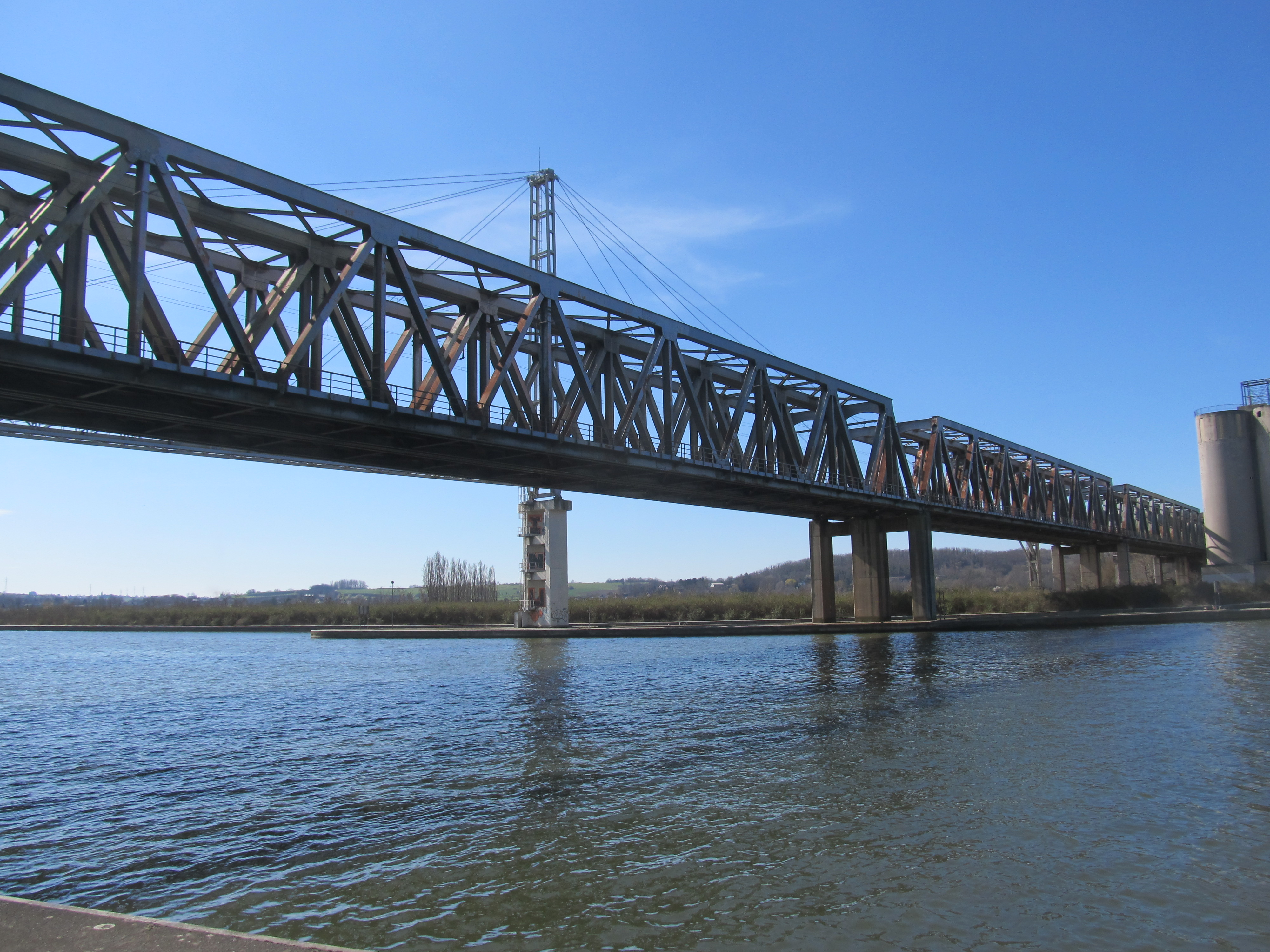
Podul feroviar de la Lixhe.

În anii 1970 au început lucrări de lărgire și adâncire a canalului Albert pentru a permite navigația convoaielor de până la 9.000 de tone. În zona Lixhe, modernizarea canalului a presupus lărgirea acestuia de la 90 la 200 m (în dreptul podului) și construcția în lungul lui a unui dig de beton care să separe calea navigabilă de zona portuară dedicată fabricilor de ciment. 
A devenit astfel necesară construcția unui pod nou. Acesta a fost executat de compania Usines de Braine-le-Comte S.A., iar lucrările au început în 1979. Podul nou a fost amplasat la câțiva metri în aval față de cel vechi, care a putut fi astfel menținut în stare de funcționare până la încheierea lucrărilor, nefiind necesară închiderea traficului feroviar. Distanța între axele vechiului și noului pod era de 14 metri.
Noul viaduct este compus din două poduri identice juxtapuse, alcătuite fiecare din câte patru grinzi și purtând fiecare câte o cale a liniei 24. Spre deosebire de podul vechi, care avea șase deschideri, cel nou are doar cinci, dispuse astfel în sensul creșterii kilometrajului feroviar: 99,20 + 100,00 + 100,00 + 120,05 + 30,00 m. Deschiderea de 120,05 m traversează canalul navigabil, în timp ce deschiderea de 100,00 m din stânga sa traversează zona portuară a fabricilor de ciment. Pila comună a celor două deschideri a fost realizată pe digul din beton care desparte cele două secțiuni ale canalului. Tot spre deosebire de podul vechi, suprastructura noului pod este cu calea de circulație jos. Aspectul grinzilor principale este și el diferit: în timp ce grinda în consolă a vechiului pod avea o înălțime variabilă, la noul pod înălțimea grinzilor este constantă, 10,50 m (fără tablier).
Nici pe vechiul pod și nici pe cel nou calea ferată nu este așezată pe o prismă de balast, ci pozată prin sistemul de prindere directă.
Noul pod a fost dat în funcțiune în 1984, iar vechiul pod a fost demontat din teren.